# 里德格拉本河 (布魯克巴赫河支流)
49°01′08″N 10°41′17″E / 49.01876°N 10.68798°E
里德格拉本河是德國的河流，位於該國東南部，由巴伐利亞負責管轄，屬於布魯克巴赫河的左支流，河道全長1.6公里，流經魏森堡-貢岑豪森縣。